# Petra Michalowsky
Petra Michalowsky (* 27. November 1962 in Greifswald, verheiratete Petra Teichmann) ist eine ehemalige deutsche Badmintonspielerin. Sie gewann in ihrer Karriere 16 DDR-Einzeltitel und 8 DDR-Mannschaftstitel für ihren Heimatverein Einheit Greifswald.
In Greifswald wurde sie vom Schüler- bis zum Juniorenalter kontinuierlich auf sportlichem Gebiet aufgebaut. Im Nachwuchsbereich gewann sie 14 Einzeltitel. Schon vor ihrem 18. Geburtstag sicherte sie sich 1980 ihren ersten Titel bei den Erwachsenen mit der Greifswalder Mannschaft, welchem sieben weitere Teamtitel folgen sollten. International war sie besonders im Damendoppel an der Seite von Monika Cassens erfolgreich. Für die Nationalmannschaft der DDR ging Petra insgesamt 20-mal aufs Feld, 14-mal gewann sie dabei.
Petra Michalowsky, nunmehr verheiratete Petra Teichmann, lebt heute noch immer in Greifswald. Zu ihren größten Erfolgen nach der Wende zählen zahlreiche Deutsche Meistertitel in den Altersklassen, die Silbermedaille im Dameneinzel O40 bei der Europameisterschaft 2004 in Almunecar (Spanien) sowie der Weltmeistertitel 2007 im Gemischten Doppel O40 mit ihrem Partner Bernd Schwitzgebel in Taipei (Taiwan). In der Saison 2007/08 spielte sie für den BSV Einheit Greifswald in der Oberliga Nord A. In der Saison 2008/09 schlug sie für die Spielgemeinschaft vom BSV Einheit Greifswald und Greifswalder SV 04 in der Regionalliga Nord auf. Bei der Weltmeisterschaft 2009 im spanischen Punta Umbria gewann sie im Dameneinzel O45 und im Gemischten Doppel O45 (zusammen mit Jürgen Schmitz-Foster) jeweils die Silbermedaille. Bei der WM 2019 in Kattowitz holte sie wiederum mit Jürgen Schmitz-Foster die Silbermedaille im Mixed O55 und wurde Weltmeisterin mit ihrer Schwester Ilona Kienitz im Damendoppel O55. 

## Sportliche Erfolge

### Internationale Titel
| Saison    | Veranstaltung                                          | Disziplin   | Sieger                                                                        |
| --------- | ------------------------------------------------------ | ----------- | ----------------------------------------------------------------------------- |
| 1982      | Czechoslovakian International                          | Damendoppel | Svetlana Belyasova / Petra Michalowsky                                        |
| 1982/1983 | DDR: Internationales Werner-Seelenbinder-Gedenkturnier | Damendoppel | Angela Michalowski / Petra Michalowsky (Einheit Greifswald)                   |
| 1982/1983 | DDR: Internationales Werner-Seelenbinder-Gedenkturnier | Dameneinzel | Petra Michalowsky (Einheit Greifswald)                                        |
| 1983      | Ungarn: Internationale Meisterschaften                 | Mixed       | Erfried Michalowsky / Petra Michalowsky                                       |
| 1983      | Tschechischslowakische Internationale Meisterschaften  | Damendoppel | Monika Cassens / Petra Michalowsky                                            |
| 1983      | Ungarn: Internationale Meisterschaften                 | Damendoppel | Monika Cassens / Petra Michalowsky                                            |
| 1983/1984 | DDR: Internationales Werner-Seelenbinder-Gedenkturnier | Damendoppel | Monika Cassens / Petra Michalowsky (HSG Lok HfV Dresden / Einheit Greifswald) |
| 1984      | Tschechischslowakische Internationale Meisterschaften  | Mixed       | Erfried Michalowsky / Petra Michalowsky                                       |
| 1984/1985 | DDR: Internationales Werner-Seelenbinder-Gedenkturnier | Mixed       | Erfried Michalowsy / Petra Michalowsky (Einheit Greifswald)                   |
| 1984/1985 | DDR: Internationales Werner-Seelenbinder-Gedenkturnier | Damendoppel | Monika Cassens / Petra Michalowsky (Lok HfV Dresden / Einheit Greifswald)     |
| 1984/1985 | DDR: Internationales Werner-Seelenbinder-Gedenkturnier | Dameneinzel | Petra Michalowsky (Einheit Greifswald)                                        |
| 1985/1986 | DDR: Internationales Werner-Seelenbinder-Gedenkturnier | Damendoppel | Monika Cassens / Petra Michalowsky (Lok HfV Dresden / Einheit Greifswald)     |
| 1987      | Tschechischslowakische Internationale Meisterschaften  | Damendoppel | Monika Cassens / Petra Michalowsky                                            |
| 1987      | Bulgarien: Internationale Meisterschaften              | Mixed       | Kai Abraham / Petra Michalowsky                                               |
| 1987/1988 | DDR: Internationales Werner-Seelenbinder-Gedenkturnier | Damendoppel | Monika Cassens / Petra Michalowsky (Lok HfV Dresden / Einheit Greifswald)     |
| 1988      | Tschechischslowakische Internationale Meisterschaften  | Damendoppel | Monika Cassens / Petra Michalowsky                                            |
| 1988      | Ungarn: Internationale Meisterschaften                 | Damendoppel | Monika Cassens / Petra Michalowsky                                            |
| 1988/1989 | DDR: Internationales Werner-Seelenbinder-Gedenkturnier | Damendoppel | Monika Cassens / Petra Michalowsky (Lok HfV Dresden / Einheit Greifswald)     |
| 1989      | Tschechischslowakische Internationale Meisterschaften  | Mixed       | Thomas Mundt / Petra Michalowsky                                              |
| 1989/1990 | DDR: Internationales Werner-Seelenbinder-Gedenkturnier | Damendoppel | Monika Cassens / Petra Michalowsky (Lok HfV Dresden / Einheit Greifswald)     |
| 1989/1990 | DDR: Internationales Werner-Seelenbinder-Gedenkturnier | Dameneinzel | Petra Michalowsky (Einheit Greifswald)                                        |
| 1990      | Schweiz: Internationale Meisterschaften                | Mixed       | Bernd Schwitzgebel (FRG) / Petra Michalowsky                                  |
| 1990      | Schweiz: Internationale Meisterschaften                | Damendoppel | Monika Cassens / Petra Michalowsky                                            |
| 1990      | Malta: Internationale Meisterschaften                  | Damendoppel | Monika Cassens / Petra Michalowsky                                            |

### Nationale Titel
| Veranstaltung                    | Saison    | Disziplin   | Sieger |
| -------------------------------- | --------- | ----------- | --- |
| DDR-Einzelmeisterschaft AK 10/11 | 1974/1975 | Dameneinzel | Petra Michalowsky (Einheit Greifswald) |
| DDR-Einzelmeisterschaft AK 10/11 | 1974/1975 | Damendoppel | Petra Michalowsky / Birgit Jäger (Einheit Greifswald / Wismut Karl-Marx-Stadt) |
| DDR-Einzelmeisterschaft AK 12/13 | 1976/1977 | Damendoppel | Petra Michalowsky / Roswitha Trabs (Einheit Greifswald / Robotron Zittau) |
| DDR-Einzelmeisterschaft AK 12/13 | 1976/1977 | Dameneinzel | Petra Michalowsky (Einheit Greifswald) |
| DDR-Einzelmeisterschaft AK 12/13 | 1976/1977 | Mixed       | Andreas Rotkait / Petra Michalowsky (Kühlautomat Berlin / Einheit Greifswald) |
| DDR-Einzelmeisterschaft AK 14/15 | 1977/1978 | Damendoppel | Petra Michalowsky / Birgit Kämmer (Einheit Greifswald) |
| DDR-Einzelmeisterschaft AK 14/15 | 1978/1979 | Mixed       | Thomas Mundt / Petra Michalowsky (Einheit Greifswald) |
| DDR-Einzelmeisterschaft AK 14/15 | 1978/1979 | Dameneinzel | Petra Michalowsky (Einheit Greifswald) |
| DDR-Einzelmeisterschaft AK 16/17 | 1978/1979 | Mixed       | Fred Fiebig / Petra Michalowsky (Lok Blankenburg / Einheit Greifswald) |
| DDR-Einzelmeisterschaft AK 14/15 | 1978/1979 | Damendoppel | Petra Michalowsky / Birgit Kämmer (Einheit Greifswald) |
| DDR-Einzelmeisterschaft AK 16/17 | 1979/1980 | Dameneinzel | Petra Michalowsky (Einheit Greifswald) |
| DDR-Mannschaftsmeisterschaft     | 1979/1980 | Mannschaft  | Einheit Greifswald (Edgar Michalowski, Erfried Michalowsky, Michael Franz, Thomas Mundt, Klaus Müller, Norbert Michalowsky, Petra Michalowsky, Christine Zierath, Ilona Michalowsky, Angela Michalowski)   |
| DDR-Einzelmeisterschaft AK 16/17 | 1979/1980 | Damendoppel | Petra Michalowsky / Birgit Kämmer (Einheit Greifswald) |
| DDR-Einzelmeisterschaft AK 16/17 | 1980/1981 | Damendoppel | Petra Michalowsky / Birgit Kämmer (Einheit Greifswald) |
| DDR-Einzelmeisterschaft AK 16/17 | 1980/1981 | Dameneinzel | Petra Michalowsky (Einheit Greifswald) |
| DDR-Mannschaftsmeisterschaft     | 1980/1981 | Mannschaft  | Einheit Greifswald (Erfried Michalowsky, Edgar Michalowski, Thomas Mundt, Michael Franz, Thomas Greeck, Angela Michalowski, Petra Michalowsky, Birgit Kämmer, Ilona Michalowsky, Christine Zierath)        |
| DDR-Mannschaftsmeisterschaft     | 1981/1982 | Mannschaft  | Einheit Greifswald (Erfried Michalowsky, Edgar Michalowski, Thomas Mundt, Uwe Kämmer, Norbert Michalowsky, Birgit Kämmer, Petra Michalowsky, Ilona Michalowsky)                                            |
| DDR-Einzelmeisterschaft          | 1982/1983 | Mixed       | Erfried Michalowsky / Petra Michalowsky (Einheit Greifswald) |
| DDR-Einzelmeisterschaft          | 1982/1983 | Damendoppel | Monika Cassens / Petra Michalowsky (Lok HfV Dresden / Einheit Greifswald) |
| DDR-Einzelmeisterschaft          | 1983/1984 | Mixed       | Erfried Michalowsky / Petra Michalowsky (Einheit Greifswald) |
| DDR-Einzelmeisterschaft          | 1983/1984 | Damendoppel | Monika Cassens / Petra Michalowsky (Lok HfV Dresden / Einheit Greifswald) |
| DDR-Einzelmeisterschaft          | 1983/1984 | Dameneinzel | Petra Michalowsky (Einheit Greifswald) |
| DDR-Mannschaftsmeisterschaft     | 1983/1984 | Mannschaft  | Einheit Greifswald (Erfried Michalowsky, Edgar Michalowski, Norbert Michalowsky, Thomas Mundt, Klaus Müller, Frank Brandenburg, Uwe Kämmer, Mike Joseph, Petra Michalowsky, Birgit Kämmer, Kerstin Bohn)   |
| DDR-Einzelmeisterschaft          | 1984/1985 | Mixed       | Erfried Michalowsky / Petra Michalowsky (Einheit Greifswald) |
| DDR-Einzelmeisterschaft          | 1984/1985 | Damendoppel | Monika Cassens / Petra Michalowsky (Lok HfV Dresden / Einheit Greifswald) |
| DDR-Einzelmeisterschaft          | 1985/1986 | Mixed       | Erfried Michalowsky / Petra Michalowsky (Einheit Greifswald) |
| DDR-Mannschaftsmeisterschaft     | 1986/1987 | Mannschaft  | Einheit Greifswald (Erfried Michalowsky, Edgar Michalowski, Thomas Mundt, Norbert Michalowsky, Mike Joseph, Petra Michalowsky, Birgit Kämmer)                                                              |
| DDR-Einzelmeisterschaft          | 1986/1987 | Damendoppel | Monika Cassens / Petra Michalowsky (Lok HfV Dresden / Einheit Greifswald) |
| DDR-Einzelmeisterschaft          | 1987/1988 | Damendoppel | Monika Cassens / Petra Michalowsky (Lok HfV Dresden / Einheit Greifswald) |
| DDR-Mannschaftsmeisterschaft     | 1987/1988 | Mannschaft  | Einheit Greifswald (Erfried Michalowsky, Edgar Michalowski, Petra Michalowsky, Birgit Kämmer, Thomas Greeck, Joachim Schimpke)                                                                             |
| DDR-Einzelmeisterschaft          | 1988/1989 | Mixed       | Erfried Michalowsky / Petra Michalowsky (Einheit Greifswald) |
| DDR-Einzelmeisterschaft          | 1988/1989 | Damendoppel | Monika Cassens / Petra Michalowsky (Lok HfV Dresden / Einheit Greifswald) |
| DDR-Einzelmeisterschaft          | 1988/1989 | Dameneinzel | Petra Michalowsky (Einheit Greifswald) |
| DDR-Mannschaftsmeisterschaft     | 1988/1989 | Mannschaft  | Einheit Greifswald (Thomas Mundt, André Wiechmann, Mike Joseph, Edgar Michalowski Erfried Michalowsky, Thomas Greeck, Jens Thonack, Joachim Schimpke, Petra Michalowsky, Sandra Kraft, Angela Michalowski) |
| DDR-Einzelmeisterschaft          | 1989/1990 | Damendoppel | Monika Cassens / Petra Michalowsky (Lok HfV Dresden / Einheit Greifswald) |
| DDR-Mannschaftsmeisterschaft     | 1989/1990 | Mannschaft  | Einheit Greifswald (Thomas Mundt, Edgar Michalowsky, Erfried Michalowsky, André Wiechmann, Mike Joseph, Petra Michalowsky, Kerstin Bohn)                                                                   |
| DDR-Einzelmeisterschaft          | 1989/1990 | Mixed       | Thomas Mundt / Petra Michalowsky (Einheit Greifswald) |
| DDR-Einzelmeisterschaft          | 1989/1990 | Dameneinzel | Petra Michalowsky (Einheit Greifswald) |